# Museo Americano de Historia Natural
El Museo Americano de Historia Natural (del inglés: American Museum of Natural History, AMNH), ubicado en el Upper West Side de Manhattan en Nueva York, Estados Unidos, es uno de los mayores y más famosos museos de historia natural del mundo. Situado en unos terrenos ajardinados enfrente de Central Park, se compone de 27 edificios interconectados que albergan 46 salas de exposición permanentes, laboratorios de investigación y su famosa biblioteca.
Su colección está formada por más de 34 millones de especímenes, de los cuales solo una pequeña parte puede ser expuesta a la vez. Cuenta con 225 investigadores a tiempo completo, patrocina más de 120 expediciones cada año y recibe una media anual de cinco millones de visitas.
El AMNH es una organización 501(c)(3) privada. Su declaración de objetivos es: "Descubrir, interpretar y difundir, a través de la investigación científica y la educación, el conocimiento sobre las culturas humanas, el mundo natural y el universo."
A partir de 2024, el museo clausuró 930 metros cuadrados de exhibición, amén de tapar numerosas vitrinas adicionales, según nuevos reglamentos de la administración Biden que prohibieron exhibir objetos indígenas estadounidenses.

## Historia
El museo fue fundado en el año 1869. Antes de la construcción del complejo actual, el museo se encontraba en el edificio Arsenal de Central Park. Theodore Roosevelt, Sr., el padre del 26° presidente de Estados Unidos, fue uno de los fundadores junto con John David Wolfe, William T. Blodgett, Robert L. Stuart, Andrew Haswell Green, Robert Colgate, Morris Ketchum Jesup, Benjamin H. Field, D. Jackson Steward, Richard M. Blatchford, J. Pierpont Morgan, Adrian Iselin, Moses Hicks Grinnell, Benjamin B. Sherman, Anson Dodge, William A. Haines, Charles Anderson Dana, Joseph Hodges Choate, Henry G. Stebbins, Henry Parish, y Howard Potter. La fundación del museo realizó el sueño del naturalista Albert S. Bickmore. Bickmore, un estudiante del zoólogo de Harvard Louis Agassiz, presionó incansablemente durante años para el establecimiento de un museo de historia natural en Nueva York. Su propuesta, respaldada por poderosos patrocinadores, se ganó el apoyo del gobernador de Nueva York, John Thompson Hoffman, quien firmó un proyecto de ley creando oficialmente el Museo Americano de Historia Natural el 6 de abril de 1869.
En 1909, científicos del museo realizaron una reconstrucción de la quijada de un tiburón, pero los expertos modernos demostraron que era demasiado grande y que estaba basada en presunciones incorrectas.

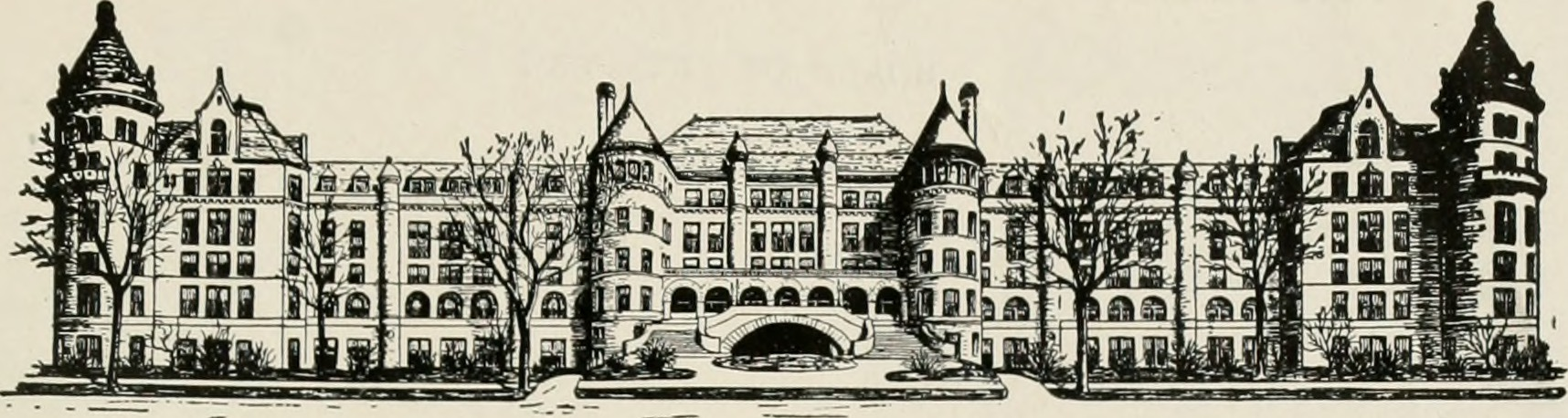

## Salas de mamíferos

### Mamíferos del Viejo Mundo [años antes de cristo]

#### Salas Akeley de Mamíferos Africanos

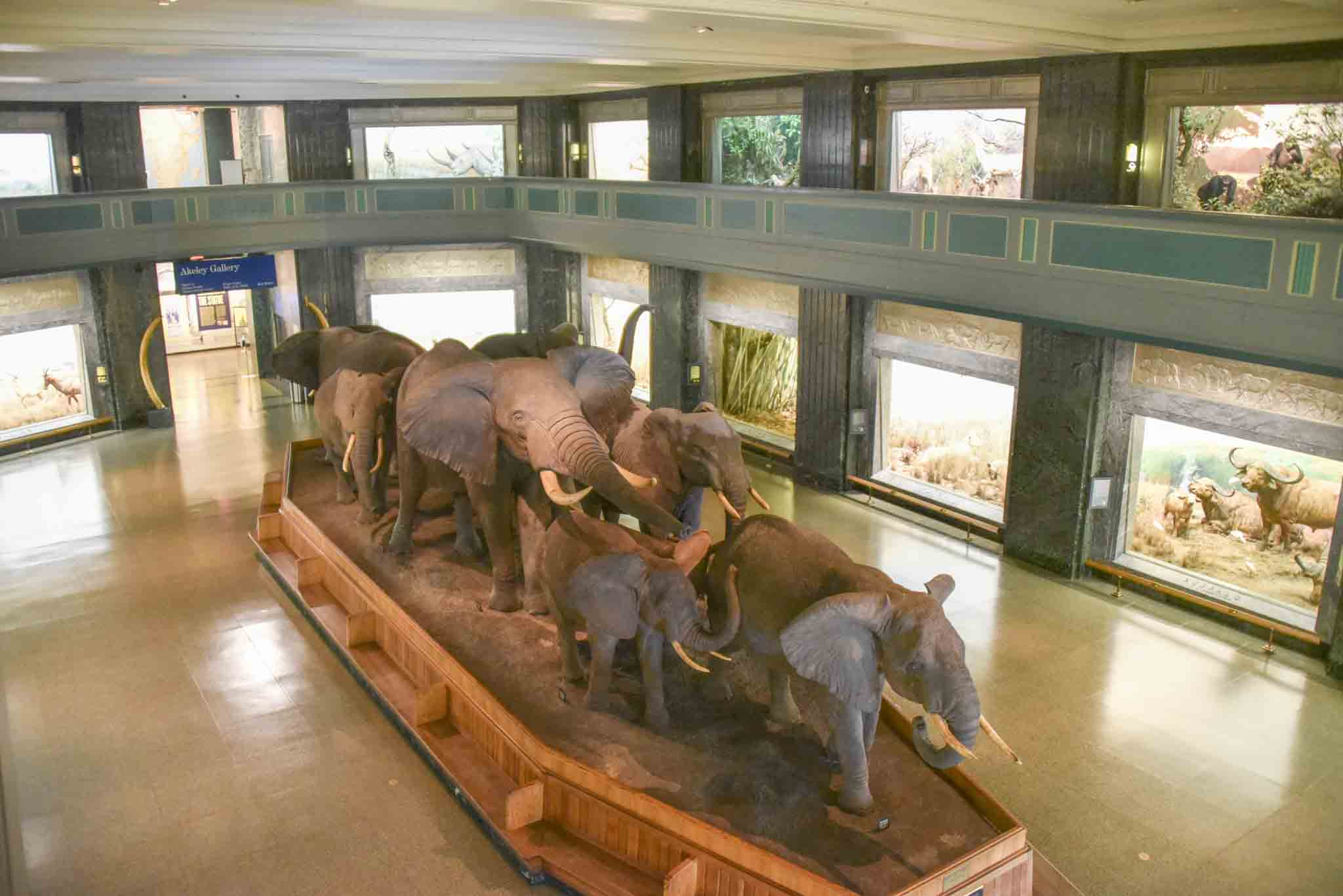
Sala Akeley de Mamíferos Africanos

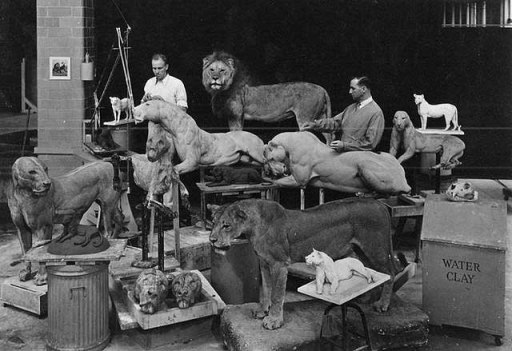
James L. Clark (derecha) y sus ayudantes montan especímenes para el diorama "Leones".

Llamada así por el taxidermista Carl Akeley, la Sala Akeley de Mamíferos Africanos es una sala de dos plantas situada en la segunda planta, directamente al oeste de la Sala Theodore Roosevelt Memorial. Conecta con la Sala de los Pueblos Africanos, situada al oeste. Los 28 dioramas de la Sala de los Mamíferos Africanos representan con meticuloso detalle la gran variedad de ecosistemas que se encuentran en África y los mamíferos endémicos de los mismos. La pieza central de la sala es una manada de ocho elefantes africanos en una característica formación "alarmada". Aunque los mamíferos suelen ser el elemento principal de los dioramas, en ocasiones también aparecen aves y flora de las regiones.  La sala en su forma actual se terminó en 1936. 
La Sala de los Mamíferos Africanos fue propuesta por primera vez al museo por Carl Akeley hacia 1909; propuso 40 dioramas con los paisajes y animales de África que desaparecían rápidamente. Daniel Pomeroy, fideicomisario del museo y socio de J.P. Morgan & Co., ofreció a los inversores la oportunidad de acompañar las expediciones del museo en África a cambio de financiación. Akeley comenzó a recolectar especímenes para la sala ya en 1909, siendo famoso su encuentro con Theodore Roosevelt en plena Expedición africana Smithsonian-Roosevelt.  En estas primeras expediciones, Akeley estuvo acompañado por su antiguo aprendiz de taxidermia, James L. Clark, y el artista William R. Leigh. Cuando Akeley regresó a África para recoger gorilas para el primer diorama de la sala, Clark se quedó atrás y comenzó a rastrear el país en busca de artistas para crear los fondos. La eventual aparición de los primeros grupos de hábitats influyó en el diseño de otras salas de dioramas, como la Sala de las Aves del Mundo, la Sala de los Mamíferos Norteamericanos, la Sala de los Mamíferos del Sudeste Asiático de Vernay. Sala de los mamíferos del sudeste asiático y la Sala de la vida oceánica.
Tras la inesperada muerte de Akeley durante la expedición Eastman-Pommeroy en 1926, la responsabilidad de la finalización de la sala recayó en James L. Clark, quien contrató al artista arquitectónico James Perry Wilson en 1933 para ayudar a Leigh en la pintura de los fondos. Wilson introdujo muchas mejoras en las técnicas de Leigh, incluyendo una serie de métodos para minimizar la distorsión causada por las paredes curvas de los dioramas. En 1936, William Durant Campbell, un acaudalado miembro del consejo con deseos de ver África, se ofreció a financiar varios dioramas si se le permitía obtener los especímenes él mismo. Clark accedió a este acuerdo, lo que dio lugar a la adquisición de numerosos especímenes de gran tamaño. Kane se unió a Leigh, Wilson y otros artistas para completar los dioramas restantes de la sala. Aunque la construcción de la sala finalizó en 1936, los dioramas se fueron abriendo poco a poco entre mediados de la década de 1920 y principios de la de 1940.
| Especies y lugares representados en Akeley Hall  |                                                        |                        |                                                                  |                                          |                    |                    |                   |                         |
| Angola (Ríos Kwango Superior y Luando)           | Antílope sable gigante                                 |                        |                                                                  |                                          |                    |                    |                   |                         |
| Botsuana (Desierto del Kalahari)                 | Gemsbok                                                |                        |                                                                  |                                          |                    |                    |                   |                         |
| -                                                | Ñu negro                                               | Blesbok                | Springbok                                                        |                                          |                    |                    |                   |                         |
| Camerún (Bipindi)                                | Mandril                                                | Víbora de Gabón        |                                                                  |                                          |                    |                    |                   |                         |
| Etiopía (Addis Abeba)                            | Niala montano                                          |                        |                                                                  |                                          |                    |                    |                   |                         |
| Costa de Marfil (Río Cavalla)                    | Chimpancé                                              |                        |                                                                  |                                          |                    |                    |                   |                         |
| Kenia (Montes Aberdare)                          | Bongo                                                  | hilóquero              |                                                                  |                                          |                    |                    |                   |                         |
| -                                                | Leopardo                                               | Bushpig                |                                                                  |                                          |                    |                    |                   |                         |
| -                                                | Guereza manchada (listado como colobo de manto blanco) |                        |                                                                  |                                          |                    |                    |                   |                         |
| (Monte Kenia)                                    | Búfalo africano                                        | Garcilla bueyera       |                                                                  |                                          |                    |                    |                   |                         |
| -                                                | Rinoceronte negro                                      | Buey de pico rojo      |                                                                  |                                          |                    |                    |                   |                         |
| (Ewaso Ng'iro)                                   | Jirafa                                                 | Cebra de Grevy         | Gacela de Grant septentrional (catalogada como gacela de Rainey) | Beisa oryx                               |                    |                    |                   |                         |
| (Nairobi)                                        | Avestruz                                               | jabalí verrugoso común | Musaraña elefante                                                |                                          |                    |                    |                   |                         |
| (Lukenya Hills)                                  | Klipspringer                                           | Babuino oliváceo       | Carricero de montaña                                             | Jirafa de las rocas de manchas amarillas |                    |                    |                   |                         |
| Libia (Desierto de Libia)                        | Oryx cimitarra                                         | Addra gacela           | Addax                                                            |                                          |                    |                    |                   |                         |
| Mozambique (Río Zambeze)                         | Güepardo                                               |                        |                                                                  |                                          |                    |                    |                   |                         |
| República Democrática del Congo (Selva de Ituri) | Okapi                                                  |                        |                                                                  |                                          |                    |                    |                   |                         |
| Montañas Virunga y Kivu                          | Gorila de montaña                                      |                        |                                                                  |                                          |                    |                    |                   |                         |
| Río Uele                                         | Rinoceronte blanco                                     | Puercoespín crestado   |                                                                  |                                          |                    |                    |                   |                         |
| Sudán (Lago No)                                  | Hipopótamo                                             | Sitatunga              | Kob de orejas blancas                                            | Waterbuck                                | Antílope ruano     | Lechwe del Nilo    | Shoebill          |                         |
| (Bahr el Ghazal)                                 | Eland gigante                                          | Guabairo común         |                                                                  |                                          |                    |                    |                   |                         |
| Tanzania ([Monte Kilimanjaro]])                  | Kudú grande                                            |                        |                                                                  |                                          |                    |                    |                   |                         |
| (Parque Nacional del Serengeti)                  | Ñu azul                                                | Cebra de llanura       | Hartebeest de Lichtenstein (catalogado como bubal hartebeest)    | Topi                                     | Elandia            | Gacela de Thomson  | Gacela de Grant   |                         |
| -                                                | Perro salvaje africano. Perro de caza.                 |                        |                                                                  |                                          |                    |                    |                   |                         |
| -                                                | Hiena manchada                                         | Chacal dorsinegro      | Buitre patilargo                                                 | Buitre de Rüppell                        | Buitre dorsiblanco | Buitre encapuchado | Cigüeña de Marabú | Cuervo de cuello blanco |
| Lago Victoria                                    | León                                                   |                        |                                                                  |                                          |                    |                    |                   |                         |
| -                                                | Impala                                                 | Erizo                  |                                                                  |                                          |                    |                    |                   |                         |
| (Gulave)                                         | Lesser kudu                                            | Gerenuk                | Dik-dik                                                          | Vulturine guineafowl                     |                    |                    |                   |                         |

#### Sala de Mamíferos Asiáticos

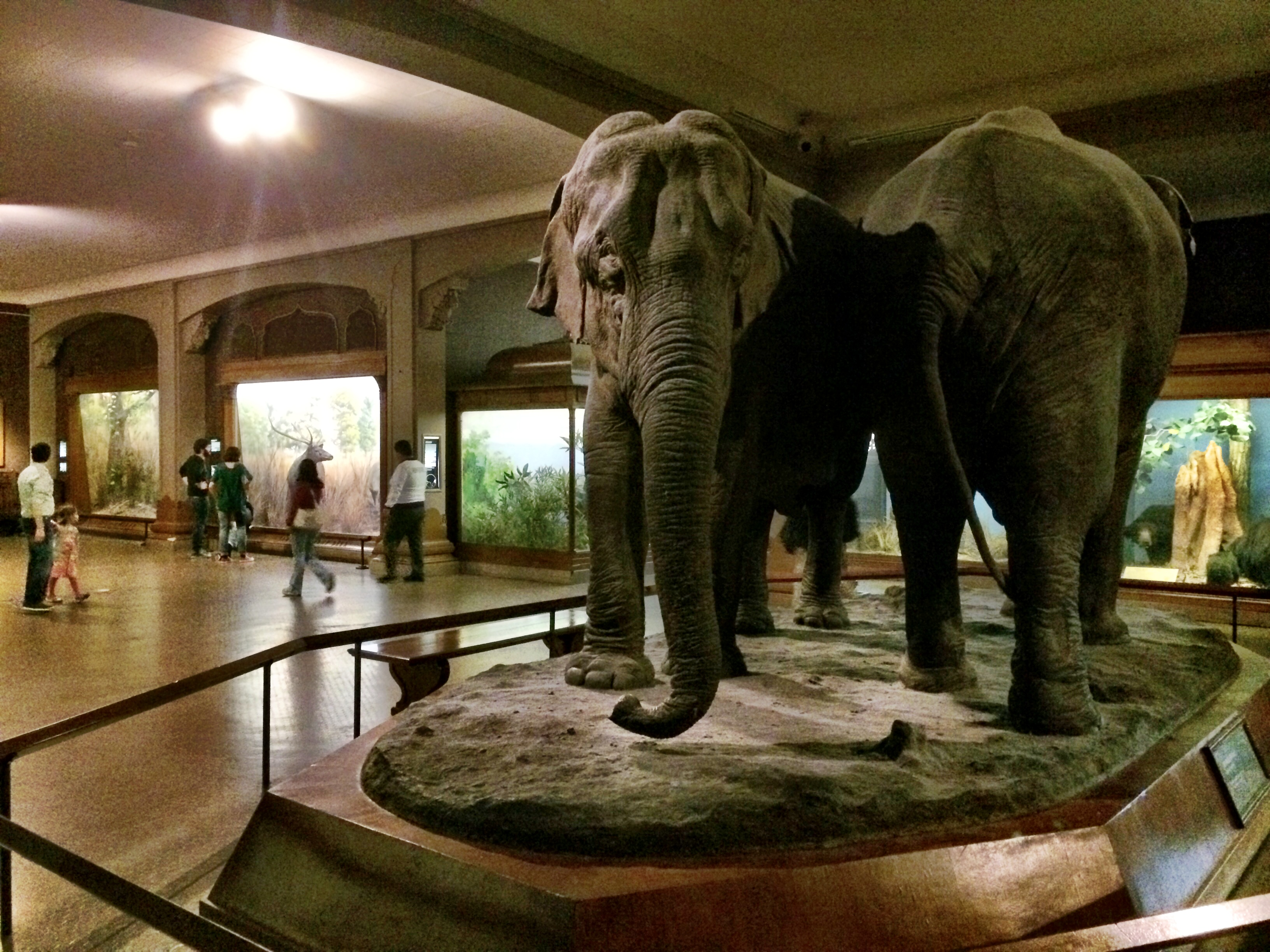
Sala Vernay-Faunthorpe de mamíferos asiáticos.

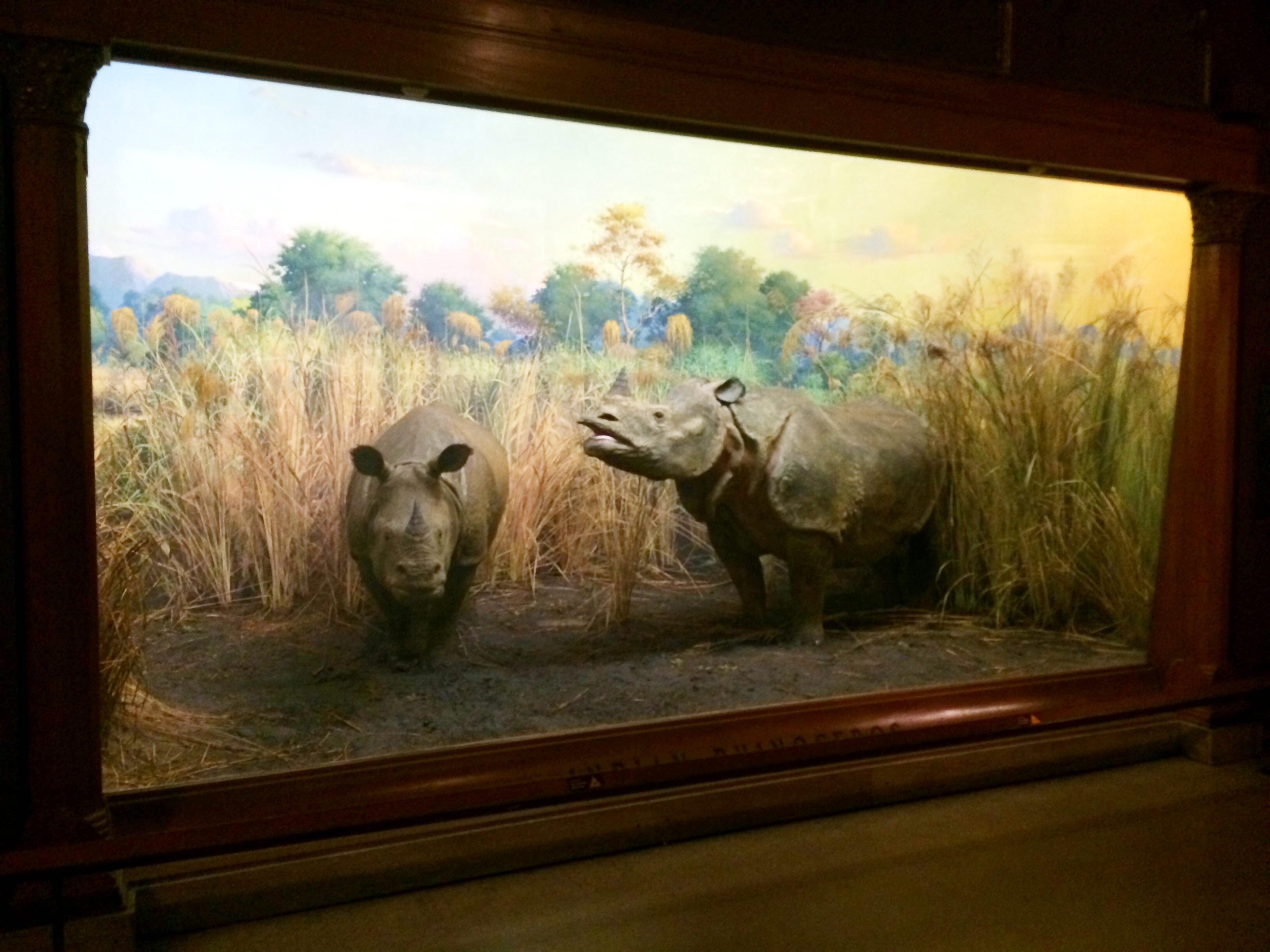
El diorama del rinoceronte indio en la Sala Vernay-Faunthorpe.

La Sala de Mamíferos Asiáticos, a veces denominada Sala Vernay-Faunthorpe de Mamíferos Asiáticos, se encuentra directamente al sur de la Sala Theodore Roosevelt Memorial. Contiene 8 dioramas completos, 4 dioramas parciales y 6 grupos de hábitats de mamíferos y localizaciones de India, Nepal, Birmania y Malasia. La sala se inauguró en 1930 y, de forma similar a la Sala Akeley de Mamíferos Africanos, se centra en 2 elefantes asiáticos. En un momento dado, un panda gigante y un tigre siberiano también formaron parte de la colección de la Sala, originalmente destinada a formar parte de una Sala contigua de Mamíferos del Norte de Asia (prevista en la ubicación actual de la Sala Stout de Pueblos Asiáticos). Estos especímenes pueden verse actualmente en la Sala de la Biodiversidad.
Los especímenes del Salón de los Mamíferos Asiáticos se recogieron en seis expediciones dirigidas por el anticuario de origen británico Arthur S. Vernay y el coronel John Faunthorpe (como indican las placas estilizadas de ambas entradas). Las expediciones fueron financiadas en su totalidad por Vernay, quien caracterizó el gasto como un tributo británico a la participación estadounidense en la Primera Guerra Mundial. La primera expedición Vernay-Faunthorpe tuvo lugar en 1922, cuando muchos de los animales que Vernay buscaba, como el rinoceronte de Sumatra y el león asiático, se enfrentaban a la posibilidad de extinguirse.Vernay hizo muchos llamamientos a las autoridades regionales para obtener permisos de caza;

## Investigaciones
Áreas principales de investigaciones y proyectos:
- Antropología
- Ciencias físicas
  - Astrofísica (El Planetario Hayden)
  - Tierra y Ciencias Planetarias
- Conservación de la biodiversidad
- Genoma (Instituto Comparativo de Genomas)
- Informática
- Invertebrados
- Paleontología
- Zoología de vertebrados, incluyendo
  - Mamalogía
  - Ornitología
  - Ictiología
  - Herpetología

## Imágenes

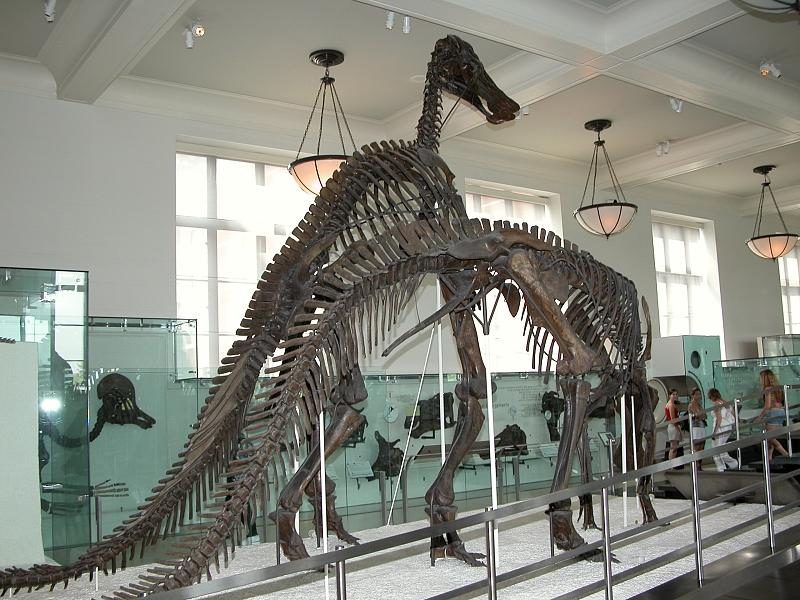
Dinosaurios.
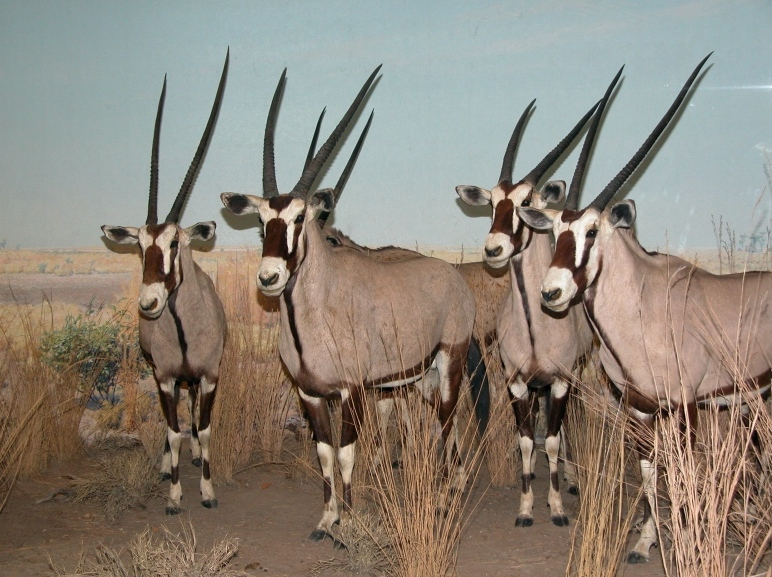
Diorama de los mamíferos.
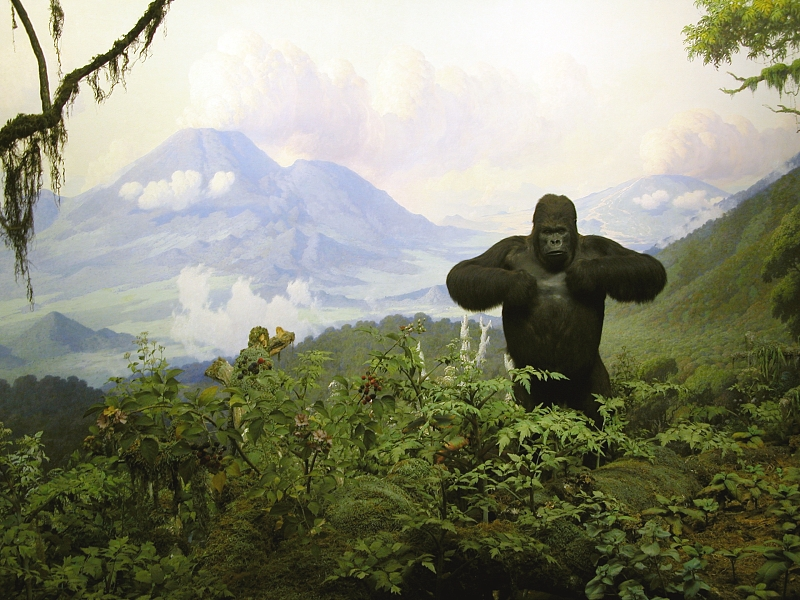
Diorama de los mamíferos.
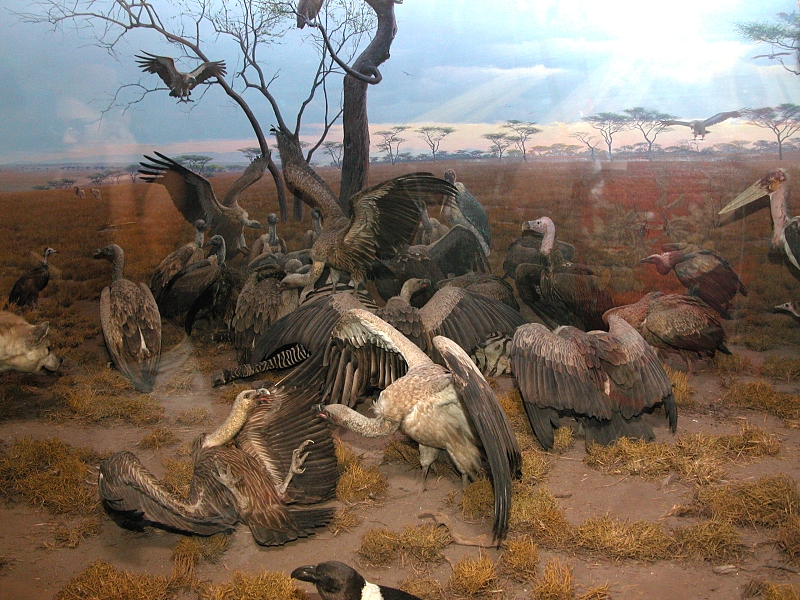
Diorama de las aves.
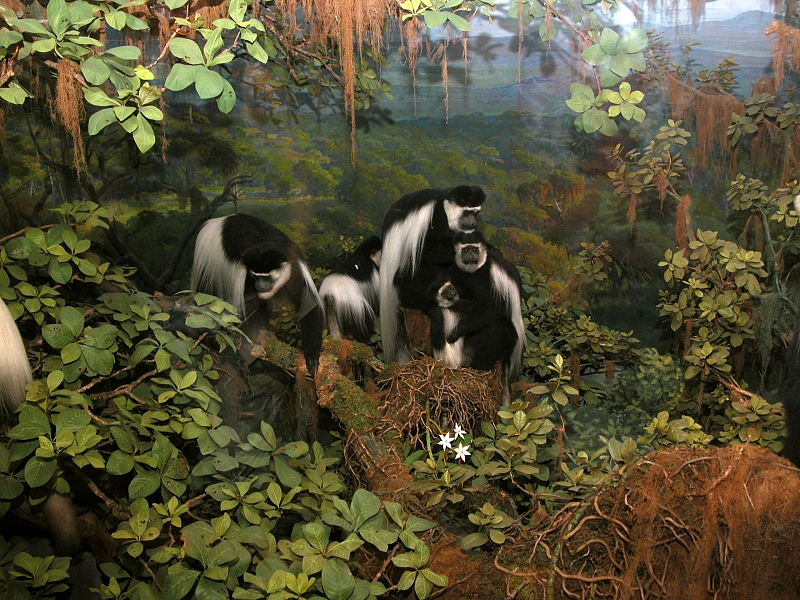
Diorama de los mamíferos.
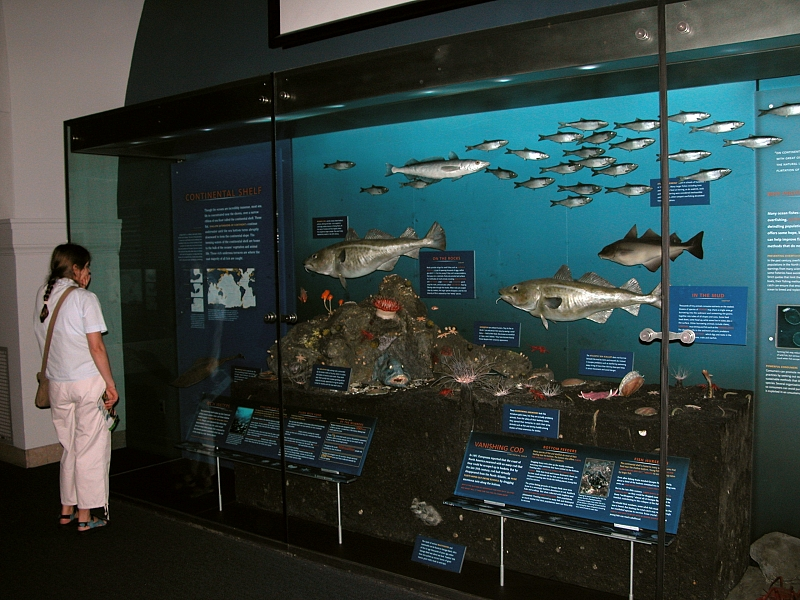
Estudio del océano.
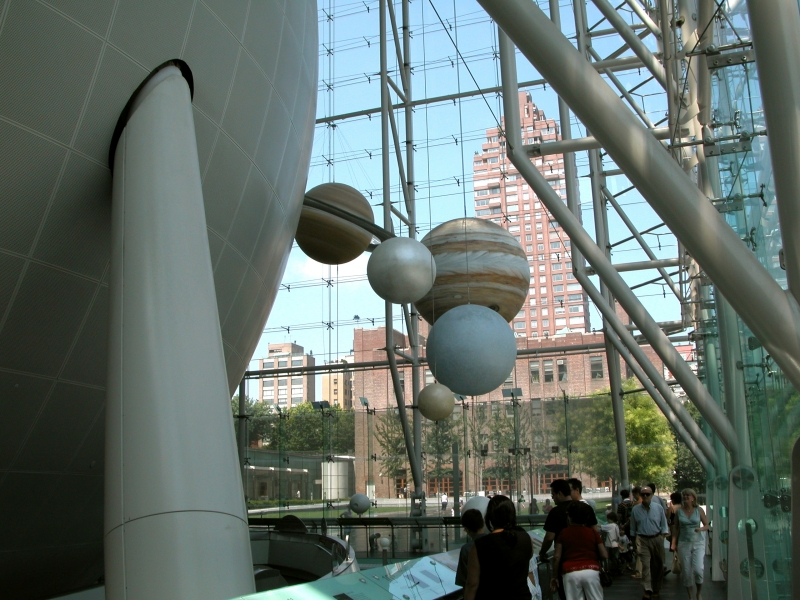
Planetario.
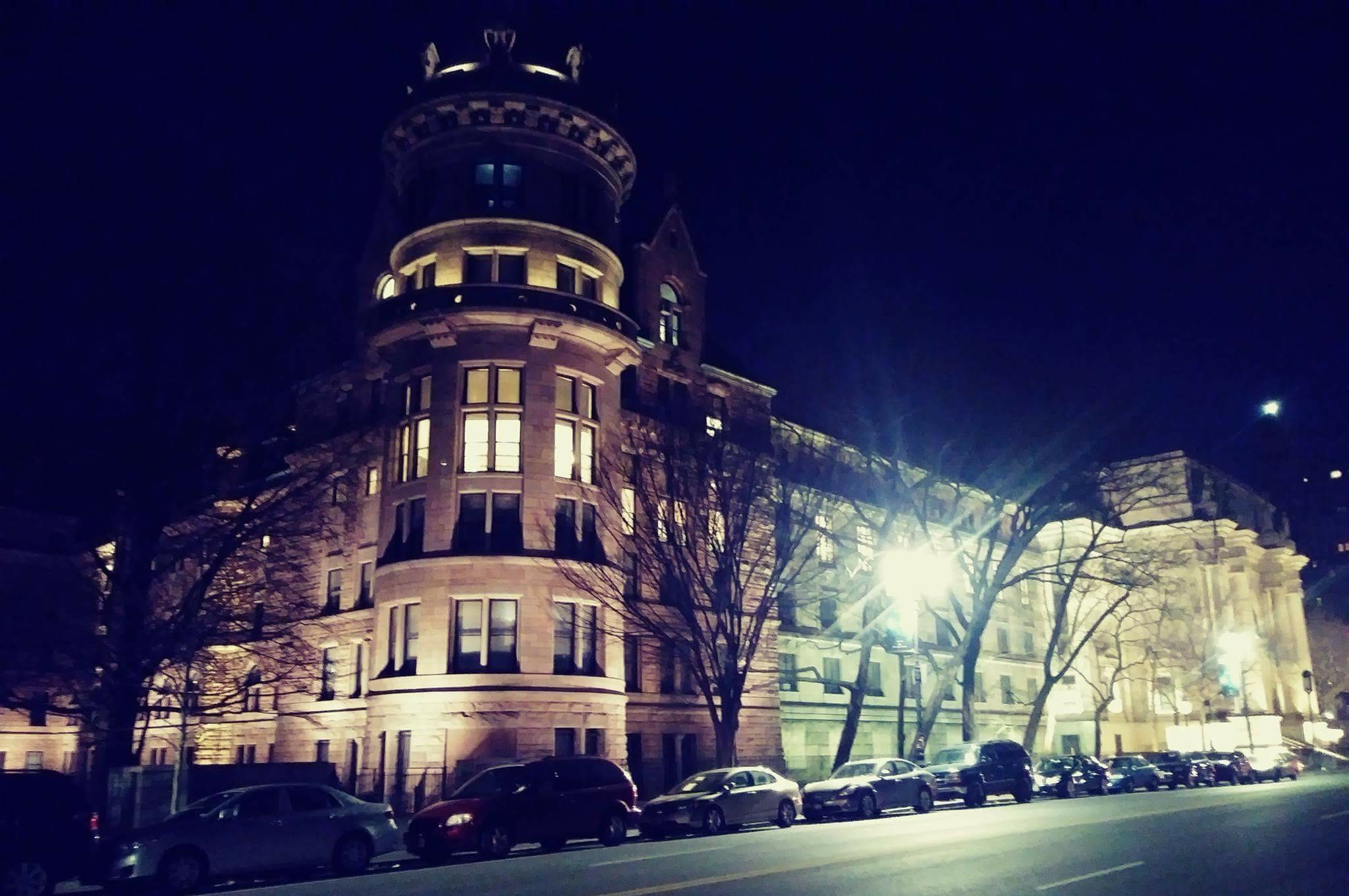
El Museo por la noche

## Cultura popular
- El Museo Americano de Historia Natural es el principal escenario de la comedia estadounidense Night at the Museum (protagonizada por Ben Stiller), así como de su secuela: Night at the Museum: Battle of the Smithsonian. El museo también es escenario habitual en las novelas de Douglas Preston y Lincoln Child.